# Église Saint-Pierre d'El Tarter
L'église Saint-Pierre (catalan : església de Sant Pere) est une église de la paroisse de Canillo, située dans le village d'El Tarter en Andorre.
C'est une église de plan rectangulaire, dont la façade principale est orientée au nord-ouest. Le toit est couvert d'ardoise.
L'église a été construite au XVIe siècle. La construction a débuté en 1527 comme l'indique le permis de construire accordé par l'évêque d'Urgell Joan Despés, et a probablement été achevée avant 1545.
L'église est protégée en tant que bé d'interès cultural depuis juillet 2003 et a bénéficié d'une restauration en 1966.